# Согорне (Новосибірська область)
Согорне (рос. Согорное) — село у Доволенському районі Новосибірської області Російської Федерації.
Входить до складу муніципального утворення Согорнська сільрада. Населення становить 866 осіб (2010).

## Історія
Згідно із законом від 2 червня 2004 року органом місцевого самоврядування є Согорнська сільрада.

## Населення
| 2002 | 2007  | 2010 |
| ---- | ----- | ---- |
| 1189 | ↘1101 | ↘866 |